# Palaeorhiza perkinsi
Palaeorhiza perkinsi är en biart som beskrevs av Cockerell 1910. Palaeorhiza perkinsi ingår i släktet Palaeorhiza och familjen korttungebin. Inga underarter finns listade i Catalogue of Life.